# Don Coscarelli
Don Coscarelli (Trípoli, Líbia, 17 de Fevereiro de 1954) é um Diretor e Roteirista de Cinema, Líbio, radicado nos Estados Unidos. Ficou conhecido por seus trabalhos em filmes de Terror.

## Filmografia parcial
- 2005 - Pânico na Montanha (Incident On And Off a Mountain Road)
- 2002 - Bubba Ho-Tep
- 1998 - Fantasma 4 - O Pesadelo Continua (Phantasm IV: Oblivion)
- 1994 - Fantasma 3 - O Senhor da Morte (Phantasm III: Lord of the Dead)
- 1989 - Questão de Sobrevivência (Survival Quest)
- 1988 - Fantasma 2 (Phantasm II)
- 1982 - O Príncipe Guerreiro (The Beastmaster)
- 1979 - Fantasma (Phantasm)